# Hintlesham
Hintlesham – wieś w Anglii, w hrabstwie Suffolk, w dystrykcie Babergh. Leży 8 km na zachód od miasta Ipswich i 102 km na północny wschód od Londynu.